# Konjsko (żupania licko-seńska)
Konjsko – wieś w Chorwacji, w żupanii licko-seńskiej, w gminie Karlobag. W 2011 roku pozostawała niezamieszkana.